# 達明一派 86/87纪念集
《86/87纪念集》是唱片公司在1987年推出的第一张达明的镭射唱片，是之前出的三张碟的杂锦精选合辑。

## 曲目
1、馬路天使
曲：劉以達；    詞：陳少琪/黃耀明
2、迷戀    電影《戀愛季節》插曲
曲：劉以達；    詞：陳少琪
3、一夜情
曲：劉以達；    詞：陳少琪/黃耀明
4、模特兒
曲：劉以達；    詞：陳少琪　
5、石頭記
曲：劉以達；    詞：邁克/陳少琪/進念二十面體
6、傷逝
曲：劉以達；    詞：陳少琪　
7、崩裂
曲：劉以達；    詞：陳少琪　
8、無風的秋季
曲：劉以達；    詞：陳少琪　
9、迷惘夜車
曲：劉以達；    詞：陳少琪
10、後窗
曲：劉以達；    詞：陳少琪
11、繼續追尋
曲：劉以達；    詞：潘源良
12、Kss Me Goodbye    電影《戀愛季節》主題曲
詞：潘源良